# Kościół Wniebowstąpienia Pańskiego w Dygowie
Kościół Wniebowstąpienia Pańskiego – neogotycki, zabytkowy kościół parafialny w Dygowie.

## Historia
Kościół postawiony został w latach 1879–1890 na miejscu wcześniejszego, który stał w tym miejscu przynajmniej od 1276 roku. Poświęcony został 30 maja 1946 roku, a erygowany 1 czerwca 1951 roku. 

## Opis

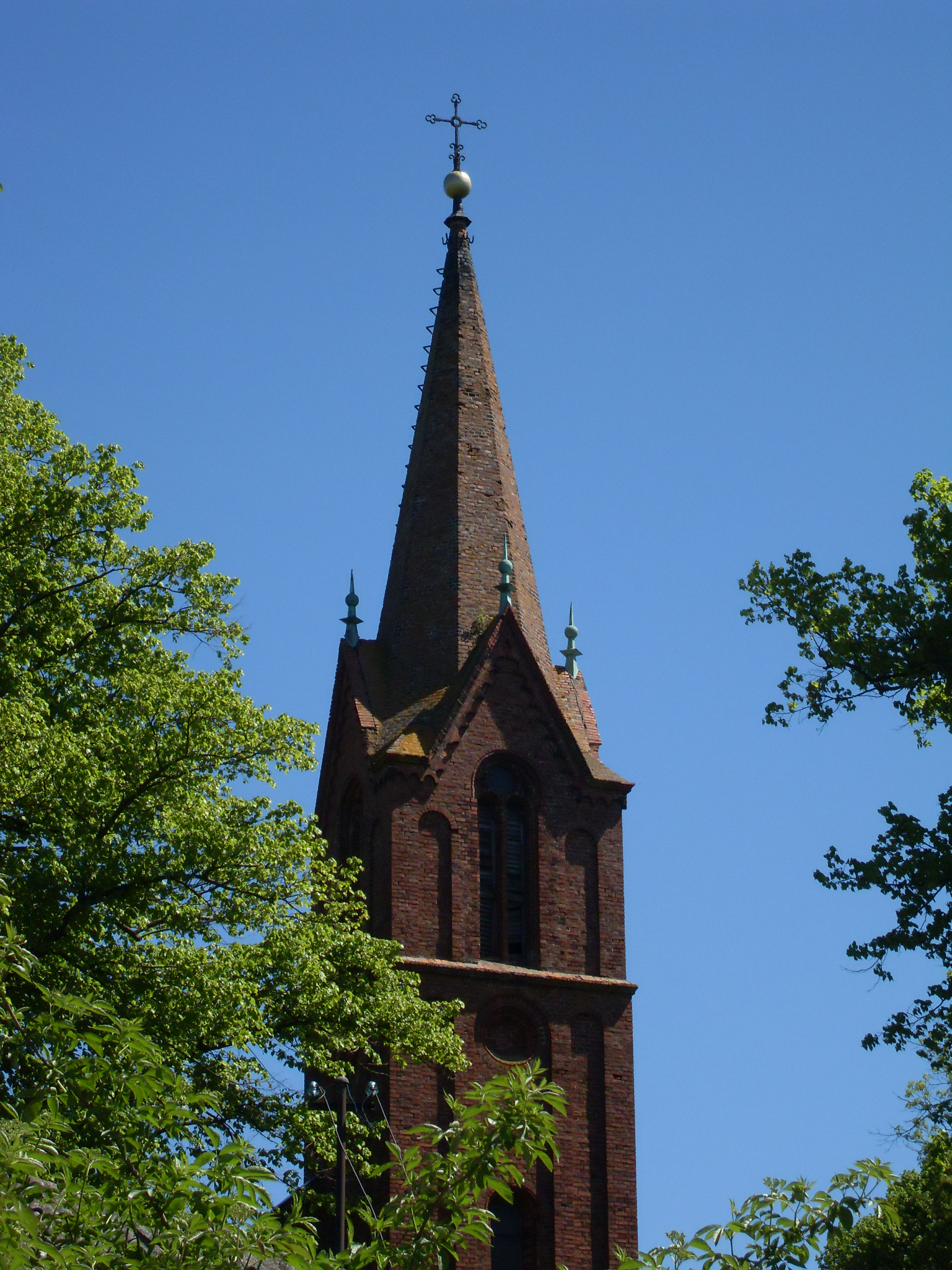
Wieża kościoła

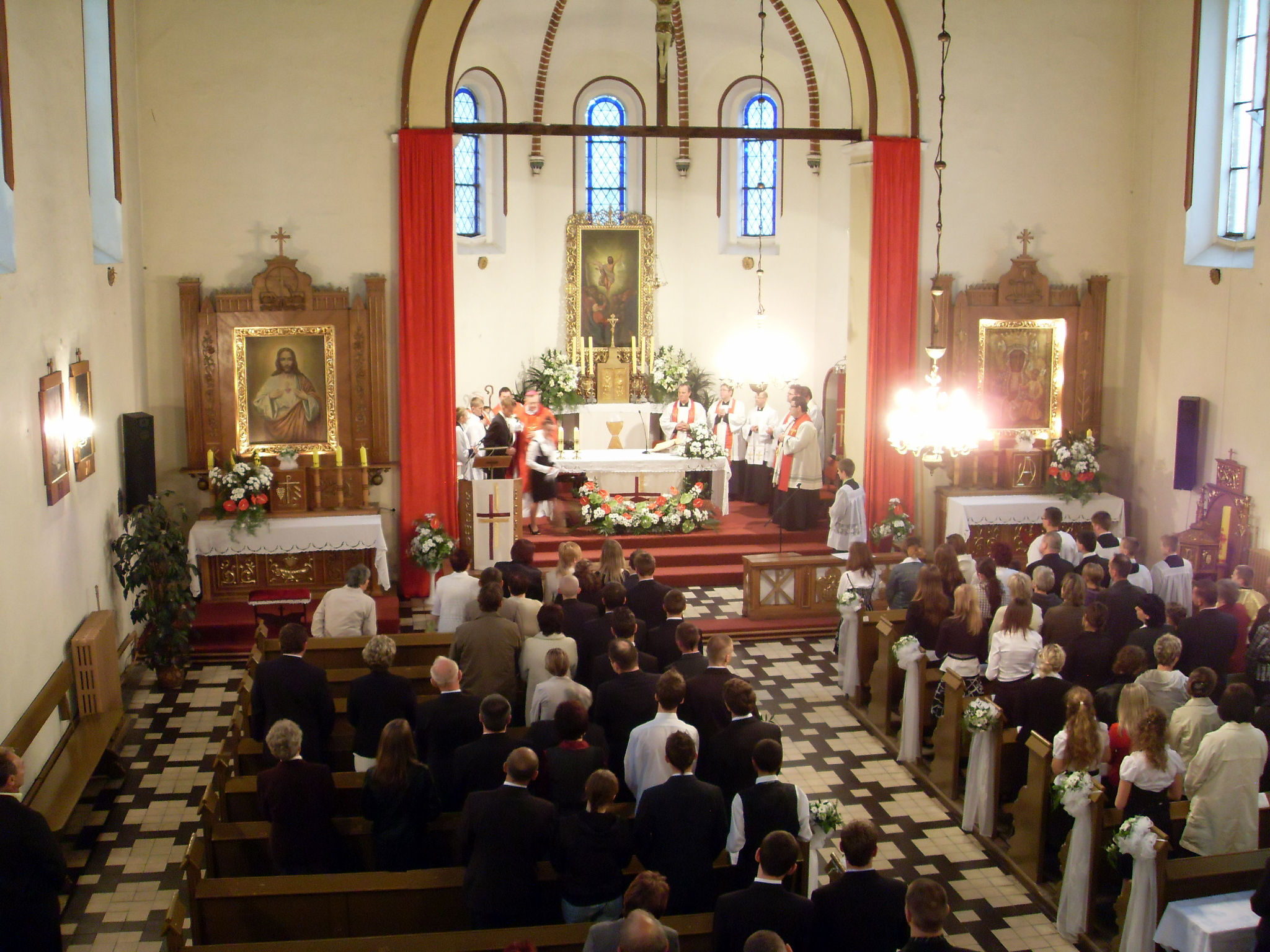
Wnętrze kościoła – podczas mszy

Budowla na planie prostokąta zbudowana jest z czerwonej cegły, na kamiennej podmurówce. Kościół jest orientowany. Na wschodniej stronie istnieje trójkątne prezbiterium. Przy głównym wejściu, na zachodniej stronie budynku stoi trójkondygnacyjna wieża z blendami zakończona dachem hełmowym o kształcie ostrosłupa. Na zewnątrz wokół murów biegnie fryz arkadowy. Okna oraz drzwi zakończone są łukiem półokrągłym.

## Wyposażenie
Kościół wyposażony jest w sprawne organy umieszczone na emporze organowej, która wznosi się na drewnianych słupach. Prezbiterium urządzone jest według wskazań soboru watykańskiego II. W ołtarzu znajdują się relikwie. W kościele zachowane zostały balaski oddzielające część prezbiterialną kościoła od części nawowej. Podczas mszy służą jako ołtarz do przyjmowania komunii świętej.